# Ꟗ
Cette page contient des caractères spéciaux ou non latins. S’ils s’affichent mal (▯, ?, etc.), consultez la page d’aide Unicode.
Ne doit pas être confondu avec la lettre latine eszett ‹ ẞ, ß ›.
Le s moyen scots, Ꟗ en majuscule et ꟗ en minuscule, est une lettre additionnelle de l’alphabet latin utilisée du XVe au XVIIe en moyen scots.

## Utilisation

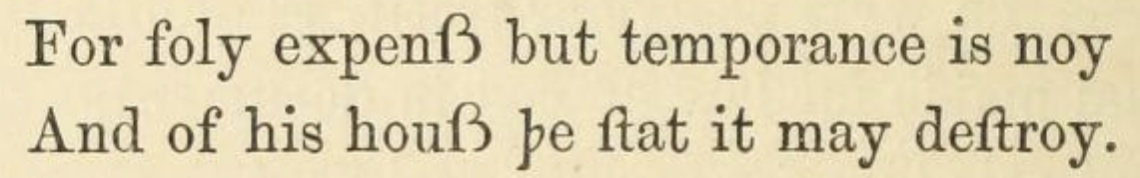
Texte de Bernardus de cura rei famuliaris avec le s moyen scots dans un ouvrage de J. Rawson Lumby de 1870.

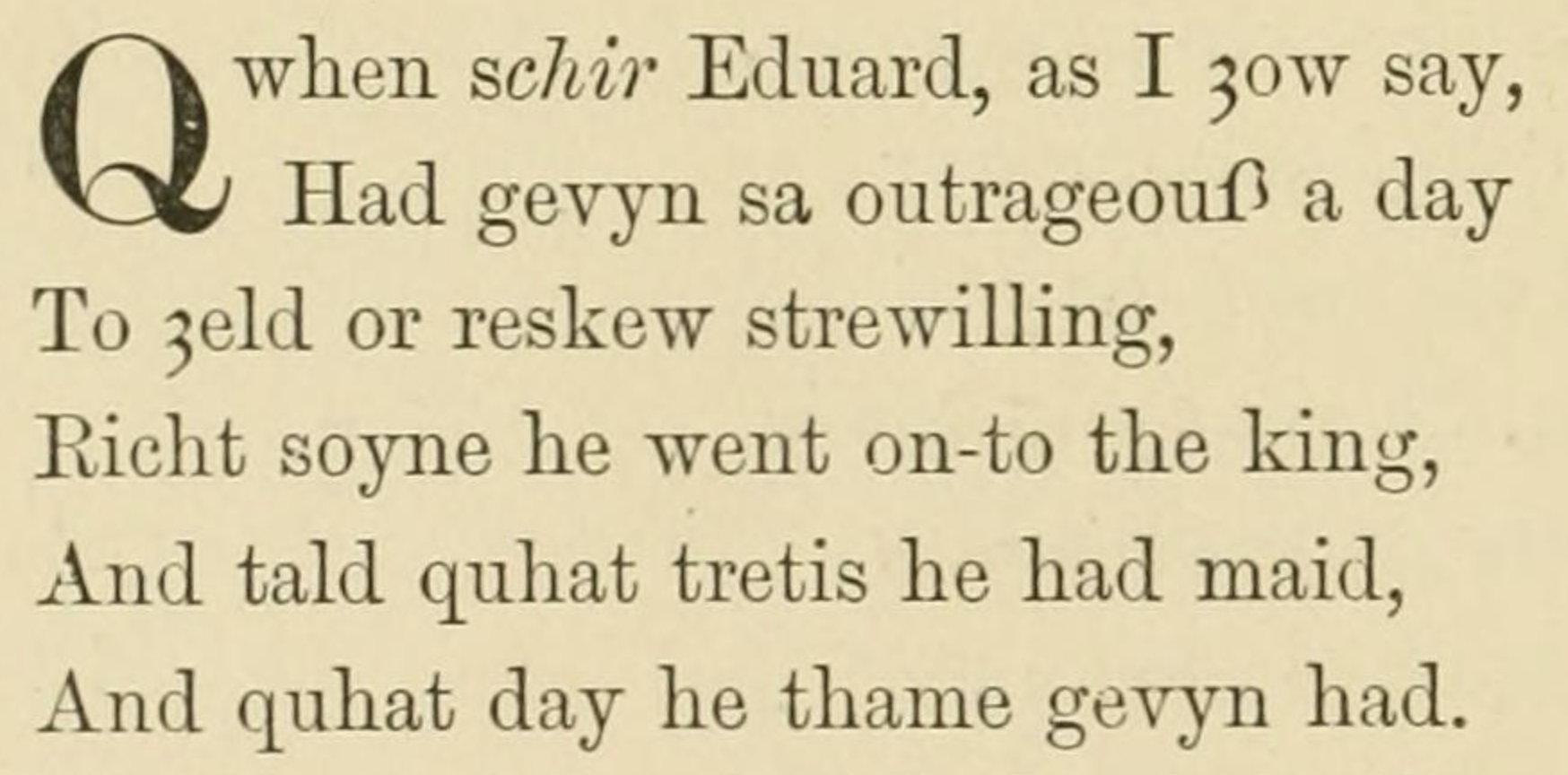
Texte de The Bruce (en vieux scots) avec le s moyen scots dans un ouvrage de Walter W. Skeat publié en 1877.

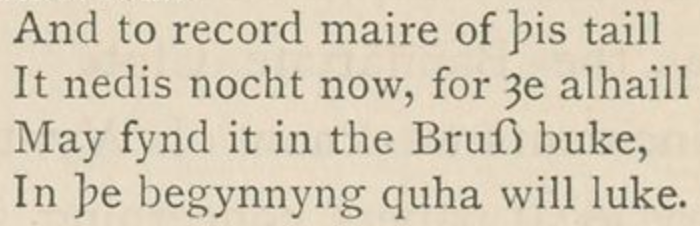
Texte de Original Chronicle of Andrew of Wyntoun avec le s moyen scots dans un ouvrage de François Joseph Amours publié en 1913.

Le s moyen scots est utilisé comme ligature de ſs, s long et s ou deux s, comme le eszett allemand ‹ ß ›, mais contraiement à celui-ci pas de ſz, s long et z ou s et z. Il a donc parfois une forme identique aux eszetts composés de deux s.

## Représentations informatiques
Le s moyen scots peut être représenté avec les caractères Unicode (latin étendu D) suivants :
| formes    | représentations | chaînes de caractères | points de code | descriptions                          |
| --------- | --------------- | --------------------- | -------------- | ------------------------------------- |
| capitale  | Ꟗ               | Ꟗ                     | U+A7D6         | letter majuscule latine s moyen scots |
| minuscule | ꟗ               | ꟗ                     | U+A7D7         | lettre minuscule latine s moyen scots |